# Taraxacum acervans
Taraxacum acervans, trajnica, vrsta maslačka. Jedino joj je poznato stanište u Finskoj. Vrsta je opisana u Archiv. Soc. Zool. Bot. ´ Vanamo´ 14: 29  (1960)